# Patriota (livro)
Patriot: A Memoir é um livro póstumo de não ficção de autoria do líder da oposição russa Alexei Navalny e publicado pela Alfred A. Knopf em outubro de 2024. Autodescrito como livro de memórias, Patriot é o segundo livro de Navalny, depois de Opposing Forces (2016). Patriot detalha a vida e a carreira de Navalny.

## Sinopse
Em Patriot, Navalny detalha sua vida e carreira. A primeira parte do livro é em forma de narrativa sobre sua vida e carreira, enquanto a segunda parte é em forma de memórias da prisão — algumas delas descrevendo o tédio, o isolamento e o sofrimento de viver em uma prisão, mas também incluindo reflexões sobre uma variedade de tópicos, "da literatura francesa do século XIX a Billie Eilish". Também demonstra sua longa luta contra o desespero, apesar das punições das autoridades, e dá conselhos sobre como não perder a esperança.
O livro também inclui um manifesto para a transformação da Rússia, que inclui “eleições livres, uma assembleia constitucional, descentralização e uma orientação europeia”. O último registro no livro de memórias foi feito em 17 de janeiro de 2024, algumas semanas antes de sua morte.

## Escrita
Navalny começou a escrever Patriot na Alemanha depois de ter sido envenenado com o agente nervoso Novichok em agosto de 2020. Ele retornou à Rússia em fevereiro de 2021, tendo escrito grande parte de seu livro de memórias até aquele momento, e foi preso. Navalny foi condenado a 19 anos em agosto de 2023 sob a acusação de extremismo. Em fevereiro de 2024, ele morreu em uma colônia penal no Ártico russo.

## Edição e publicação
Patriot foi editado do russo para o inglês por Arch Tait e Stephen Dalziel.
Patriot foi anunciado por Alfred A. Knopf e pela esposa de Navalny, Yulia Navalnaya, em 11 de abril de 2024. Navalnaya editou e finalizou o manuscrito com a Knopf. No X, Navalnaya anunciou que Patriot havia sido traduzido para onze idiomas, incluindo uma edição em russo.
Patriot foi publicado em 22 de outubro de 2024 pela Knopf nos Estados Unidos e pela Bodley Head (uma marca da Penguin no Reino Unido). Yulia Navalnaya deu uma entrevista à BBC na véspera do seu lançamento.
O livro será publicado em russo, mas não será enviado para a Rússia. A comunicação social estatal e controlada pelo Governo russo ignorou a sua publicação.

## Recepção
De acordo com o Book Marks, o livro recebeu um consenso "rave", com base em nove avaliações críticas: sete "rave" e duas "positivas". Na edição de janeiro-fevereiro de 2025 da Bookmarks, o livro recebeu nota quatro de cinco. O resumo crítico da revista diz: “ Patriot, o derradeiro testemunho do desafio, oferece uma “chance inestimável de comungar com a mente de um dissidente” ( Atlantic )”.
Escrevendo para o The Guardian, Luke Harding elogiou o livro como um "relato luminoso da vida e dos tempos sombrios de Navalny" e "um desafio do além-túmulo aos governantes russos viciados em assassinatos".
Mikhail Zygar, da Vanity Fair, destacou a diferença de tom ao longo do livro, chamando a primeira parte de leve e bem-humorada, enquanto o diário da prisão foi “horrível, mas impossível de parar de ler”